# Hedvika Francouzská
Hedvika Francouzská (francouzsky Hedwige de France; 969? – po 1013?) byla henegavská hraběnka z dynastie Kapetovců.

## Život
Narodila jako dcera krále Huga Kapeta a Adély, dcery akvitánského vévody Viléma III. Roku 996 byla provdána za henegavského hraběte Reginara. Ovdověla roku 1013. Poté se znovu se provdala a mizí z listinných pramenů.